# 北進論
北進論（日语：／），是20世纪上半叶大日本帝国的一种對外政策主張，主要內容為占领中国东北地区、外蒙古和俄羅斯遠東地區。

北進論
1. 向東佔領北樺太、沿海鄰近區域
2. 向西佔領外蒙古、貝加爾湖區域，推進至雅布洛諾夫山脈
3 & 4. 進攻伊爾庫次克、克拉斯諾亞爾斯克，向中西伯利亞推進

## 明治時期
18世紀，俄羅斯自勘察加半島向北海道南下，日本深受威脅。幕末開明派鍋島直正曾主張對俄警戒，應將帝都設在秋田。 幕末至明治初期，征韓論曾甚囂塵上一時。甲午戰爭中，北進論曾意指「壓制朝鮮半島、遼東半島，自渤海灣登陸直撲北京」的直隸作戰。甲午戰後，東亞同文會的近衛篤麿、神鞭知常的對俄同志會主張對俄開戰，驅除八國聯軍後滯留滿州的俄軍。浪人團體的內田良平甚至主張攻擊海參崴。
日俄戰爭後，日本經營滿鐵，設立滿鐵守備隊，此為關東軍的前身。

## 1930年代與第二次世界大戰期間
十月革命後，蘇聯成為战间期的大日本帝國陸軍主要假想敵。松岡洋右、石原莞爾等具滿州經驗的政軍人物，與陸軍皇道派荒木貞夫等，形成了「滿蒙生命線」的想法，主張日本應將满洲和西伯利亚納入勢力範圍，这些地区的潜在价值比其他地方更大。北進論，北進而防備蘇聯，成為了帝國陸軍與關東軍的重要意識形態。
1938年张鼓峰事件、1939年諾門罕戰役，日本向北對蘇擴張失利。縱使如此，1940年末，参謀本部第一部長田中新一的《大東亚長期战争指導要綱》，仍主張6個月內結束南方作戰，兵力轉調北方，以準備對蘇攻勢。1941年蘇日中立條約签署后，北進論逐步被南進論所取代。